# ЭНИКС
ЗАО «ЭНИКС» — российская компания, занимающаяся разработкой, производством, эксплуатацией и ремонтом комплексов воздушных мишеней и беспилотных летательных аппаратов (БПЛА), наземных авиационных пусковых установок, авиационных реактивных двигателей для БПЛА, авиационных автономных радионавигационных систем и гиростабилизированных оптических систем БПЛА.

## История
Компания создана в 1988 году из специалистов с опытом работы над БПЛА. С 2006 года ведёт поставки Минобороны России. В настоящее время основным направлением деятельности предприятия являются серийные поставки, разработка и производство беспилотных авиационных комплексов различного назначения. Изначально коллектив предприятия сформировался из специалистов с опытом работы в проектировании БПЛА.
Предприятие имеет в собственности административно-производственные помещения площадью 4750 м кв., земельный участок 2,5 гектара и около 30 единиц станочного оборудования различного назначения и сложности.
Выполнены разработки по созданию:
- комплекса «Типчак-РН» в интересах ГРАУ с доставкой беспилотного летательного аппарата в зону разведки снарядом СРЗО «Смерч» — 1996 г.;
- беспилотно-пилотируемого комплекса воздушной мишени Е-2Т. С 1996 г. предприятиям-разработчикам средств ПВО поставлено около 300 таких изделий. Через ОАО «Рособоронэкспорт» заключены контракты на поставку иностранному заказчику более 100 мишеней;
- разведывательного носимого комплекса «Наводчик» в интересах ГУ ГШ. В 2000 г. два комплекса поставлено в межвидовой центр БП БАК Минобороны России;
- мобильного носимого комплекса мониторинга «Элерон-3» в различных вариантах. С 2005 года поставлено серийно, в основном силовым ведомствам РФ;
- БПЛА мишени-имитатора самолёта в составе тренажёра для боевой подготовки войсковой ПВО. Поставка комплексов в Минобороны России осуществляется с 2006 года;
- комплекса воздушной мишени Е-08, изготовлено более двадцати мишеней и обеспечены приёмо-сдаточные испытания изделия 9М311 в 2008 году;
- комплекса мониторинга «Элерон-10», поставляется с 2008 года;
- специального разведывательного средства на базе БПЛА (шифр «Околоток»). Комплекс принят на вооружение ВВ МВД РФ, поставляется серийно с 2010 года;
- комплекса «Бомба-2» с дистанционно пилотируемой малоразмерной воздушной мишенью Е-95М;
- беспилотного авиационного комплекса «Валдай» на базе БПЛА «Элерон-10». Комплекс принят на снабжение ФСБ РФ и обеспечивал безопасность Универсиады 2013 и Олимпиады в Сочи 2014;
- комплексов ближнего действия «Элерон-3СВ» и «Элерон-10СВ», разработанных за счёт собственных средств в инициативном порядке. Заключён контракт на серийную поставку комплексов «Элерон 3СВ».

## Продукция
- Комплекс дистанционного наблюдения Т10Э.
- Комплекс дистанционного наблюдения «Элерон».
- Комплекс дистанционного наблюдения «Элерон-3».
- Комплекс дистанционного наблюдения «Элерон-3СВ».
- Комплекс дистанционного наблюдения «Элерон-10СВ»
- Динамически-подобный имитатор самолёта (ДПИС) Е-25.
- Динамически-подобный имитатор самолёта (ДПИС) Е-26Т.
- Динамически-подобный имитатор дозвуковых маневрирующих целей типа крылатая ракета, планирующая бомба, ДПЛА Е-2Т.
- Комплекс малоразмерной воздушной мишени наземного старта Е-95
- Комплекс воздушной мишени наземного старта «Берта» (Воздушная мишень Е-08М).

## Санкции
15 марта 2022 года, на фоне вторжения России на Украину, «ЭНИКС» внесен в санкционные списки стран Евросоюза, по данным объединения завод несет ответственность за материально-техническую поддержку и действия, подрывающие или угрожающие территориальной целостности, суверенитету и независимости Украины так как «поставляет произведенные БПЛА (Элерон-3 и Элерон-10) российским вооруженным силам, которые используются в агрессивной войне против Украины».
23 февраля 2023 года компания попала под санкции Канады против предприятий оборонной промышленности России продукция которой используются на Украине. 24 февраля 2023 года, «в связи с годовщиной войны России против Украины», «ЭНИКС» внесён в санкционный список США так как компания «осуществляет техническое обслуживание авиационной техники и авиационных двигателей для российских вооруженных сил».
Также компания находится под санкциями Швейцарии, Украины и Японии так как компания имеет контракты с Вооруженными силами России по предоставлению услуг по ремонту и модернизации летательных аппаратов и двигателей.

## Контракты
- Алжир: действующий контракт с Алжирской Народной Республикой на поставку комплекса Е-95 с 30-ю мишенями[1],
- Алжир: контракт в стадии нотификации на поставку четырёх комплексов Е-95 со 120-ю мишенями (сроки поставки 2017—2018 год)[1].
- Россия: контракт в рамках государственных закупок на серийную поставку комплексов «Элерон-3СВ»[1].